# Lasioglossum mataroa
Lasioglossum mataroa là một loài Hymenoptera trong họ Halictidae. Loài này được Donovan mô tả khoa học năm 2007.

## Hình ảnh

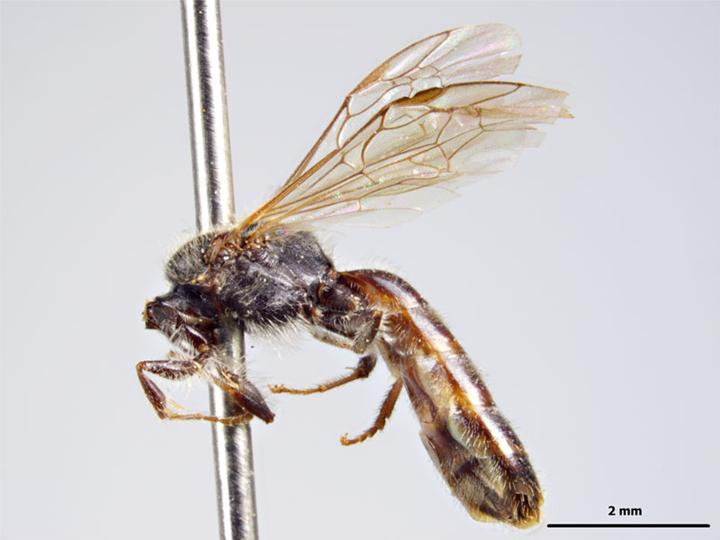